# Judah Folkman
Pour les articles homonymes, voir Folkman.
Moses Judah Folkman, né le 24 février 1933 à Cleveland et mort le 14 janvier 2008 à Denver, est un médecin et biologiste américain.

## Biographie
Il est connu pour ses recherches sur l'angiogenèse tumorale, le processus par lequel une tumeur utilise les vaisseaux sanguins pour se nourrir et exister.